# 오괴정
오괴정(五槐亭)은 대한민국 전북특별자치도 임실군 삼계면에 있는 조선시대의 건축물이다. 조선 명종 즉위년(1545년)에 오양손(吳梁孫)이 처음 짓고 1922년 후손들이 고친 것이다. 2000년 11월 17일 전라북도의 문화재자료 제167호로 지정되었다.

## 참고 자료
- 오괴정 - 국가유산청 국가유산포털